# Стирлингов број
У математици, Стирлингови бројеви се јављају у многим проблемима у области комбинаторике. Добили су име по Џејмсу Стирлингу, који их је увео у 18. веку. Два различита скупа бројева носе ово име: Стирлингови бројеви прве врсте и Стирлингови бројеви друге врсте.

## Нотација
Користи се неколико различитих ознака за Стирлингове бројеве. Стирлингови бројеви прве врсте се обично обележавају малим латиничним словом {\displaystyle s}, док се Стирлингови бројеви друге врсте обележавају великим латиничним словом {\displaystyle S}. Стирлингови бројеви друге врсте су увек ненегативни за разлику од Стирлингових бројева прве врсте, који могу бити и негативни. Стандардне ознаке су: 
{\displaystyle s(n,k)=\left[{\begin{matrix}n\\k\end{matrix}}\right].}
за (означене) Стирлингове бројеве прве врсте и 
{\displaystyle S(n,k)=S_{n}^{(k)}=\left\{{\begin{matrix}n\\k\end{matrix}}\right\}.}
за Стирлингове бројеве друге врсте.
Нотацију са угластим и витичастим заградама, као аналогију са биномним коефицијентима, 1935. године увео је Јован Карамата, а касније ју је подржао Доналд Кнут; ово се назива Караматина нотација.

## Стирлингови бројеви прве врсте
Неозначени Стирлингови бројеви прве врсте, {\displaystyle |s(n,k)|\,}, означавају број пермутација {\displaystyle n} елемената са {\displaystyle k} дисјунктних циклуса, при чему се фиксна тачка рачуна као циклус дужине један.
Стирлингови бројеви прве врсте су коефицијенти у развоју
{\displaystyle (x)_{n}=\sum _{k=0}^{n}s(n,k)x^{k},}
где је {\displaystyle (x)_{n}} опадајући факторијел, тј. 
{\displaystyle (x)_{n}=x(x-1)(x-2)\cdots (x-n+1).}
Дефинишемо {\displaystyle (x)_{0}=1.}
Неки примери Стирлингових бројева прве врсте дати су у доњој табели, која почиње од нулте врсте и нулте колоне.
{\displaystyle {\begin{array}{rrrrrrr}1&&&&&&\\0&1&&&&&\\0&-1&1&&&&\\0&2&-3&1&&&\\0&-6&11&-6&1&&\\0&24&-50&35&-10&1&\\0&-120&274&-225&85&-15&1\\\end{array}}}
За Стирлингове бројеве прве врсте важи следећа рекурентна веза:
{\displaystyle s(n,k)=s(n-1,k-1)-(n-1)s(n-1,k).}

## Стирлингови бројеви друге врсте
Стирлингови бројеви друге врсте, {\displaystyle S(n,k)}, означавају број партиција скупа од {\displaystyle n} елемената на {\displaystyle k} непразних подскупова. Збир
{\displaystyle B_{n}=\sum _{k=0}^{n}S(n,k)}
се назива {\displaystyle n}-ти Белов број. 
Стирлингове бројеве друге врсте можемо да представимо помоћу опадајућег факторијела на следећи начин:
{\displaystyle \sum _{k=0}^{n}S(n,k)(x)_{k}=x^{n}.}

#### Пример
Све двочлане партиције скупа {\displaystyle \{a,b,c,d\}} од {\displaystyle n=4} елемента су:
{\displaystyle \{\{a,b\},\{c,d\}\},\ \{\{a,c\},\{b,d\}\},\ \{\{a,d\},\{b,c\}\},}
{\displaystyle \{\{a,b,c\},\{d\}\},\ \{\{a,b,d\},\{c\}\},\ \{\{a,c,d\},\{b\}\},\ \{\{b,c,d\},\{a\}\}.}
Према томе, {\displaystyle S_{4,2}=7}.

## Инверзни однос
Стирлингови бројеви прве и друге врсте се могу сматрати узајамним инверзима:
{\displaystyle \sum _{n=0}^{\max\{j,k\}}\left[{\begin{matrix}n\\j\end{matrix}}\right]\left\{{\begin{matrix}k\\n\end{matrix}}\right\}=\delta _{jk}}
и
{\displaystyle \sum _{n=0}^{\max\{j,k\}}\left\{{\begin{matrix}n\\j\end{matrix}}\right\}\left[{\begin{matrix}k\\n\end{matrix}}\right]=\delta _{jk}}
где је {\displaystyle \delta _{jk}} Кронекерова делта функција. Ова два односа се могу посматрати као инверзи матрица. То јест, нека је {\displaystyle s} доња троугаона матрица Стирлингових бројева прве врсте, тако да има елементе
{\displaystyle [s]_{nk}=s(n,k)=\left[{\begin{matrix}n\\k\end{matrix}}\right]}
Тада је инверз ове матрице {\displaystyle S}, доња троугаона матрица Стирлингових бројева друге врсте. Симболички, записује се
{\displaystyle s^{-1}=S}
где су елементи {\displaystyle S}
{\displaystyle [S]_{nk}=S(n,k)=\left\{{\begin{matrix}n\\k\end{matrix}}\right\}.}
Иако су {\displaystyle s} и {\displaystyle S} бесконачни, ово ради за коначне матрице простим посматрањем само Стирлингових бројева до неког {\displaystyle N}.

## Симетричне формуле
Абрамовиц и Стегун дају следеће симетричне формуле које дају однос Стирлингових бројева прве и друге врсте.
{\displaystyle \left[{\begin{matrix}n\\k\end{matrix}}\right]=\sum _{j=0}^{n-k}(-1)^{j}{n-1+j \choose n-k+j}{2n-k \choose n-k-j}\left\{{\begin{matrix}n-k+j\\j\end{matrix}}\right\}}
и
{\displaystyle \left\{{\begin{matrix}n\\k\end{matrix}}\right\}=\sum _{j=0}^{n-k}(-1)^{j}{n-1+j \choose n-k+j}{2n-k \choose n-k-j}\left[{\begin{matrix}n-k+j\\j\end{matrix}}\right].}